# Heterophana propinqua
Heterophana propinqua är en skalbaggsart som beskrevs av Pouillaude 1915. Heterophana propinqua ingår i släktet Heterophana och familjen Cetoniidae. Inga underarter finns listade i Catalogue of Life.